# Actinodaphne
Actinodaphne is een geslacht van tweehuizige groenblijvende bomen en struiken uit de laurierfamilie (Lauraceae). Het geslacht telt honderdveertig soorten die voorkomen in tropische en subtropische regio's in Azië.

## Soorten (selectie)
- Actinodaphne albifrons
- Actinodaphne bourneae
- Actinodaphne cupularis
- Actinodaphne cuspidata
- Actinodaphne ellipticbacca
- Actinodaphne forrestii
- Actinodaphne glaucina
- Actinodaphne fragilis
- Actinodaphne henryi
- Actinodaphne johorensis
- Actinodaphne kweichowensis
- Actinodaphne lanata
- Actinodaphne lawsonii
- Actinodaphne lecomtei
- Actinodaphne magniflora
- Actinodaphne malaccensis
- Actinodaphne montana
- Actinodaphne mushanensis
- Actinodaphne obovata
- Actinodaphne obscurinervia
- Actinodaphne omeiensis
- Actinodaphne paotingensis
- Actinodaphne pilosa
- Actinodaphne pruinosa
- Actinodaphne salicina
- Actinodaphne trichocarpa
- Actinodaphne tsaii

... · 
Apollonias · 
Beilschmiedia · 
Cinnamomum · 
Laurus · 
Ocotea · 
Persea · 
Ravensara · 
Sassafras · 
...